# Marian Drozdowski
Marian Drozdowski (ur. 22 listopada 1947) – polski historyk, profesor Uniwersytetu im. Adama Mickiewicza w Poznaniu oraz Akademii Pomorskiej w Słupsku. Dyrektor Instytutu Historii AP w Słupsku. Specjalizuje się w historii Wielkopolski i historii gospodarczej Rzeczypospolitej w XVIII w.
- 1974 doktorat (promotor prof. Jerzy Topolski)
- 1993 habilitacja – temat rozprawy habilitacyjnej (zbioru 11 artykułów): Gospodarka a ustrój Rzeczypospolitej XVIII wieku z perspektywy państwa i regionu